# Alexander N'Doumbou
Qian Jiegei Alisangte Endubu (chino: 钱杰给-阿里桑特-恩杜布; pinyin: Qián Jiégěi Ālǐsāngtè Ēndùbù; Port-Gentil; nacido como Alexander N'Doumbou; Port-Gentil, 4 de enero de 1992) es un futbolista gabonés de origen chino que juega como centrocampista en el club Zhejiang FC de la Superliga de China. Anteriormente representó a la selección nacional de fútbol de Gabón antes de renunciar a su ciudadanía gabonesa para recibir el pasaporte chino en 2019.
En 2012 compitió en los Juegos Olímpicos de Verano de 2012.

## Carrera profesional
N'Doumbou comenzó su carrera futbolística en el equipo juvenil del AS Sogara, de la primera división de Gabón. A los 12 años, N'Doumbou se marchó a Francia para incorporarse al club local FC Carpentras, en el sur del país. Posteriormente pasó por el Martigues, antes de incorporarse a prueba al Marsella. Tras superar con éxito la prueba, N'Doumbou recibió una oferta de contrato de aspirante (juvenil). Durante su estancia en la cantera del club, fue capitán del equipo marsellés sub-17 que se proclamó campeón de la liga nacional sub-17 en 2008-09. El 18 de noviembre de 2009, N'Doumbou firmó su primer contrato profesional. El contrato entró en vigor el 1 de julio de 2011, ya que el jugador tenía que jugar los dos años que le quedaban de contrato con la élite. N'Doumbou debutó como profesional el 9 de enero de 2010, cinco días después de cumplir 18 años, en un partido de la Copa de Francia contra el club aficionado Trélissac (2-0).
El 10 de agosto de 2011, N'Doumbou se incorporó al Orleans en calidad de cedido por un año. Tras pasar una temporada en el club de la tercera división, N'Doumbou regresó a Marsella, donde se incorporó al equipo Marsella B, autorizado a jugar en la Championnat National 3. El 30 de junio de 2013 N'Doumbou fue cedido de nuevo al Orleans. Regresó al Marsella B y, pese a ser incluido en el banquillo del Marsella en agosto de 2016, N'Doumbou fichó por el FCV Dender EH, equipo de la tercera división de Bélgica.
En julio de 2018, N'Doumbou fichó por el FC Vereya, club de la primera división búlgara. N'Doumbou recuperó su nacionalidad china y se incorporó al Shanghái Greenland Shenhua de la Superliga de china en febrero de 2019.N'Doumbou levantó la Copa CFA con el Shanghái Greenland Shenhua el 6 de diciembre de 2019. Tras cuatro temporadas en Shanghái, ficharía por otro club de la Superliga de china, el Zhejiang, el 17 de enero de 2023.

## Selección internacional
N'Doumbou jugó con la selección de fútbol de Gabón, con la que fue convocado por primera vez por el ex seleccionador Alain Giresse en noviembre de 2009. Compitió con Gabón en los Juegos Olímpicos de Verano de 2012. En febrero de 2019, renunció a su ciudadanía gabonesa para solicitar la nacionalidad china. Sin embargo, dado que N'Doumbou participó en partidos oficiales con Gabón, no podrá representar a la selección de fútbol de China.

### Participaciones internacionales
| Competición                        | Sede        | Resultado      | Partidos | Goles | Asist. |
| ---------------------------------- | ----------- | -------------- | -------- | ----- | ------ |
| Campeonato Africano Sub-23 de 2011 | Marruecos   | 1.° lugar      | 5        | 0     | 2      |
| Juegos Olímpicos de 2012           | Reino Unido | Fase de grupos | 3        | 0     | 1      |

## Vida privada
N'Doumbou nació en Port-Gentil, de padre gabonés y madre china hakka. Sus padres se conocieron en China, donde su padre estudiaba.

## Clubes
| Club                        | País     | Año                |
| --------------------------- | -------- | ------------------ |
| Olympique de Marseille      | Francia  | 2010-2015          |
| Union Sportive Orléans      | Francia  | 2011-2013 (cedido) |
| Olympique de Marseille II   | Francia  | 2013-2015          |
| F.C.V. Dender               | Bélgica  | 2016-2018          |
| Vereya                      | Bulgaria | 2018-2019          |
| Shanghái Shenhua F. C.      | China    | 2018-2019          |
| Zhejiang Professional F. C. | China    | 2017-2018          |

## Palmarés
Shanghai Shenhua
- Copa de China de fútbol: 2019[13]